# Одеон на Домициан
Одео̀нът на Домициа̀н (на латински: Odeum Domitiani) е първата по рода си обществена сграда, построена към края на първи век в Рим като място за провеждане на поетични и музикални състезания.

## История
Точната година на началото или завършването на строежа на зданието не е известна, но през 86 г. император Домициан използва примера на Олимпийските игри, за да възстанови древните Капитолийски игри, като поредица от различни спортни и неспортни състезания, провеждащи се веднъж на четири години. Във връзка с това той започва и мащабна строителна програма, целяща да осигури съоръженията, необходими за провеждането на игрите. Централно място в нея заема изграждането на две сгради с гръцки първообраз – стадион за атлетически надпревари и одеон за музикални и литературно-поетични съревнования.
Според Дион Касий одеонът е построен от Аполодор Дамаски. Това твърдение се тълкува от съвременни изследователи като показател за довършването на строежа, извършване на мащабна реконструкция или дори изграждане на изцяло нова сграда по времето на император Траян, тъй като дейността на известния архитект е в своя апогей именно тогава. Известни паралели са начертани с пространството, върху което Домициан замисля и започва строителство, но впоследствие с участието на Аполодор там е изграден Форумът на Траян.
Одеонът на Домициан запазва функциите си и величавия си вид в продължение на векове. Така в средата на 4 век, докато описва посещението на император Констанций II в Рим, Амиан Марцелин споменава и одеона като едно от архитектурните достижения, все още будещи възхищение у съвременниците, а през 5 век Полемий Силвий го нарежда сред седемте чудеса на града.

## Архитектура
Днес се смята, че Одеонът е бил сграда, изградена с радиални и пръстеновидни сводове, подобна по своята форма на римски театър. Този тип сгради са били известни с относително по-малкия си размер, който е позволявал те да бъдат снабдени с покрив, но големият размер на зданието, построено от Домициан, чиято кавеа е имала диаметър от около 100 метра (с 30% по-голям от одеона на Ирод Атик в Атина), кара някои изследователи да смятат, че в случая покривът не е бил цялостен, а вероятно е покривал сцената и част от седалките.
Капацитетът на одеона е бил голям за този тип сгради и е посочен в регионалните каталози, съставени през 4 век, като възлизащ на 10600 места за зрители, но съвременните учени изчисляват възможния брой зрители на около 7000.

## Останки
Точното местоположение на сградата не е установено с абсолютна сигурност, но съобразно наличните данни обикновено се посочва, че сградата е била построена в непосредствена близост до стадиона на Домициан, върху който днес се намира площад „Навона“. Малко по̀ на юг от това място се намира дворецът „Масимо“, за който се смята, че е построен върху одеона и извитата му фасада запазва формата на неговата кавеа.
За единствена физическа останка се смята високата 8,5 метра колона (вероятно част от сцената на одеона), която се издига зад самия дворец.

## Галерия
- Imagens
- Дворецът „Масимо“
- Гравюра, показваща основите на двореца с извивката им
- Колоната зад двореца